# TV Geminorum

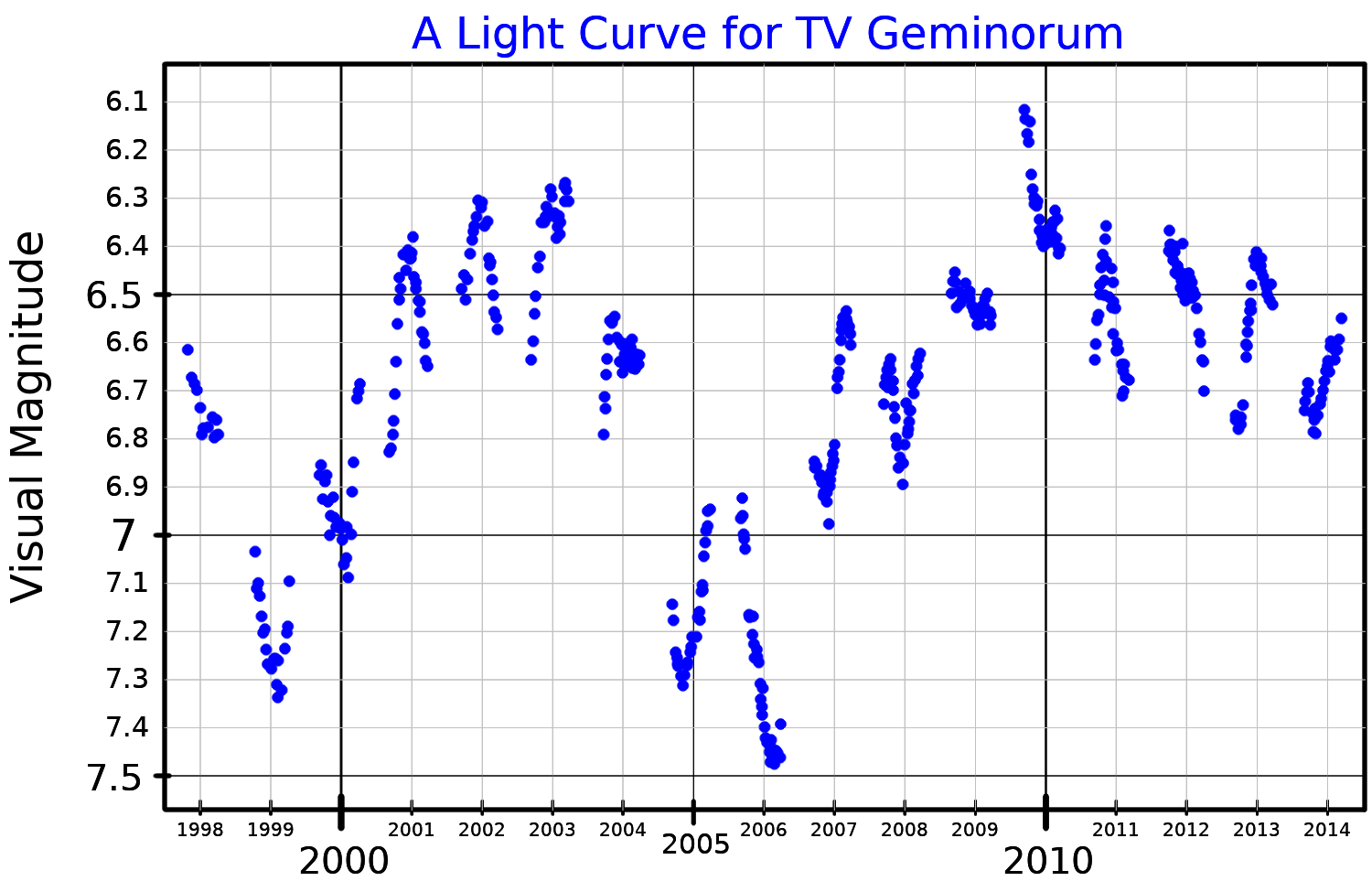
Curva de luz de TV Geminorum

TV Geminorum (TV Gem / HD 42475 / HR 2190) es una estrella variable en la constelación de Géminis. De magnitud aparente media +6,83, visualmente se localiza a menos de 1° de Tejat Prior (η Geminorum).
TV Geminorum es una estrella lejana miembro de la asociación estelar Geminis OB1; distintos estudios la sitúan a una distancia comprendida entre 4000 y 4500 años luz del sistema solar.
TV Geminorum es una supergigante roja de tipo espectral M1Iab con una temperatura efectiva de 3750 ± 120 K.
Semejante a la brillante Antares (α Scorpii) o a BU Geminorum —también en la constelación de Géminis—, tiene un radio 770 veces mayor que el del Sol, lo que equivale a 3,58 UA. Si estuviese en el centro del sistema solar, los cuatro planetas más cercanos al Sol —la Tierra incluida— quedarían englobados en el interior de la estrella.
Otro estudio le asigna un tamaño algo inferior, con un radio de 623 ± 158 radios solares.
La cantidad de radiación que emite es notable, aunque no existe consenso en cuanto a su luminosidad, variando esta cifra entre 68 500 y 106 000 veces el valor de la luminosidad solar.
Al igual que otras estrellas de sus características, pierde masa estelar a un ritmo anual de 20 × 10-7 masas solares.
Catalogada como una variable semirregular SRC, el brillo de TV Geminorum varía entre magnitud +6,3 y +7,4. Al igual que Betelgeuse (α Orionis), muestra dos períodos claramente definidos, uno de 426 ± 45 días y otro de 2550 ± 680 días.